# Церковь Святой Елизаветы (Марбург)
Церковь Святой Елизаветы в городе Марбург, федеральная земля Гессен, — памятник архитектуры, одна из старейших готических церквей Германии.

## История
Строительство храма над могилой святой Елизаветы Венгерской у подножия замковой горы в Марбурге началось сразу же по её канонизации в 1235 году. Церковь была освящена в 1268 году, однако возведение башен продолжалось до 1340 года. Как и все храмы Тевтонского ордена, она была посвящена Деве Марии, но в историю вошла как Elisabethkirche. Будучи местом упокоения мощей святой Елизаветы, до реформации церковь была важным центром паломничества, где молились святой Елизавете об исцелении от болезней.
В XVI веке церковь стала протестантской. Филипп Великодушный, желая отвадить от Марбурга католиков, повелел забрать отсюда святые мощи и тайно захоронить их в различных местах. Этого не было сделано, после нескольких десятилетий мытарств останки Святой Елизаветы нашли пристанище в Вене; а в Марбурге остался только дубовый реликварий в виде церкви, покрытый медью и позолоченным серебром и украшенный сотнями драгоценных камней и жемчужин. Однако ныне это лишь произведение средневековых ювелиров, сакрального значения ковчег уже не имеет.
До XVI века в церкви Святой Елизаветы хоронили ландграфов Гессенских, эта традиция прервалась, когда в 1567 году ландграфство Гессен было разделено наследниками Филиппа Великодушного на четыре княжества. Здесь под скромной могильной плитой упокоились останки Пауля фон Гинденбурга и жены его Гертруды, перенесённые из взорванного в 1945 году Танненбергского мемориала.

## Архитектура
Первой выраженной готической постройкой на территории Рейнской области стала церковь Богоматери в Трире, однако в её центрально-симметричной планировке с мощной башней над средокрестием ещё заметно прослеживается романское влияние. Марбургская церковь — более цельная, возвещающая зарождающуюся традицию своеобразной немецкой готики. Она массивнее и основательнее, чем современные ей французские образцы; но в то же время с немецкой строгостью воплощает идею стремления ввысь. Четырёхгранные 80-метровые башни при западном фасаде отчётливо структурированы от самого фундамента и раскрепованы явно выделенными ступенчатыми контрфорсами без украшений. Вместо традиционной розы над главным порталом мы видим высокое стрельчатое окно. В люнете портала — Богоматерь с младенцем Иисусом, который держит в руках земной шар.
Церковь Святой Елизаветы построена из местного песчаника красноватого оттенка. Она трёхнефная в плане, нефы одинаковой высоты (20,5 метров), центральный — вдвое шире, чем боковые. Нефы перекрыты общей крутой двускатной крышей из сланцевого шифера; тонкая восьмигранная башенка над средокрестием, украшенная флюгером, — также шиферная. Трансепт завершается с двух сторон абсидами, подобными абсиде хора, равной по ширине главному нефу, без деамбулатория.

## Внутреннее убранство
За кафедрой находится статуя Святой Елизаветы, держащей в левой руке модель церкви, выполненная между 1470 и 1500 годами. Благодаря элегантному облику её называют Французской Елизаветой, принцесса одета в золотую парчу и шёлковую накидку, отороченную горностаем. Из 46 каменных статуй святых, располагавшихся в три яруса в ограде хора, лишь две пережили эпоху иконоборчества — апостол Филипп и апостол Иаков, ныне они стоят у южного портала.
На алтаре церкви стоит распятие, подаренное храму в 1931 году, к 700-летию успения Святой Елизаветы, Эрнстом Барлахом. Когда в 1936 году новые власти Германии причислили его к «дегенеративному искусству», Филиппу Гессенскому, обер-президенту провинции Гессен-Нассау удалось спасти скульптуру от переплавки. После Второй мировой войны распятие вернулось на алтарь.